# Burnia spelaea
Espèce
Burnia spelaea est une espèce d'opilions dyspnois de la famille des Nemastomatidae.

## Distribution
Cette espèce est endémique du Pays basque en Espagne. Elle se rencontre en Biscaye à Galdames dans des grottes.

## Description
Le mâle holotype mesure 1,60 mm et la femelle paratype 1,65 mm.
Cet opilion est dépigmenté et anophtalme.

## Systématique et taxinomie
Cette espèce a été décrite par Prieto en 2021.

## Étymologie
Son nom d'espèce lui a été donné en référence au lieu de sa découverte, des grottes.

## Publication originale
- Prieto, 2021 : « Burnia spelaea gen. nov., sp. nov., the first eyeless nemastomatid from the Iberian Peninsula, with new records and generic reassignment of Nemastomella sexmucronata (Simon, 1913) (Opiliones: Dyspnoi: Troguloidea). » Revista Ibérica de Aracnología, no 38, p. 21–30.